# Jesurun Rak-Sakyi
Jesurun Rak-Sakyi (Southwark, 5 oktober 2002) is een Engels voetballer met Ghanese roots die onder contract ligt bij Crystal Palace.

## Carrière
Rak-Sakyi ruilde in 2019 de jeugdopleiding van Chelsea FC voor die van Crystal Palace. Op 14 augustus 2021 maakte hij zijn officiële debuut in het eerste elftal van Crystal Palace: op de openingsspeeldag van de Premier League liet trainer Patrick Vieira hem in de 3-0-nederlaag tegen zijn ex-club Chelsea in de 77e minuut invallen voor Jaïro Riedewald. Ook op de slotspeeldag van het seizoen kreeg hij speelminuten in het eerste elftal: in de 1-0-zege tegen Manchester United liet Vieira hem starten. In de 67e minuut werd hij eraf gehaald voor Cheikhou Kouyaté, die zo de laatste van zijn 141 officiële wedstrijden voor Crystal Palace speelde. In het seizoen 2021/22 werd Rak-Sakyi ook gedeeld topschutter in de Premier League 2, samen met James McAtee (Manchester City).
In augustus 2022 werd Rak-Sakyi voor een seizoen uitgeleend aan Charlton Athletic.